# Benedykt Massari
Benedykt Massari, wł. Benedetto il Moro, tzn. Benedykt Czarny (ur. 1526 w San Fratello, zm. 1589 w Palermo) – święty katolicki, franciszkanin.

## Życie
Urodził się jako syn niewolników afrykańskich Cristoforo i Diany Manasseri, którzy na początku XVI w. trafili do San Fratello (znanego również jako San Fradello lub San Philadelphio), małego miasteczka niedaleko Mesyny na Sycylii. Otrzymali włoskie imiona, a później przyjęli chrześcijaństwo.
Włoskie il Moro oznacza „ciemnoskóry”. Ze względu na swój wygląd Benedykt był również nazywany Æthiops lub Niger.
Rodzice Benedykta otrzymali wolność dla swojego syna jeszcze przed jego narodzeniem ze względu na ich „lojalną służbę”. Jak większość ubogich dzieci, Benedykt nie chodził do żadnej szkoły i był analfabetą. W młodości pracował jako pasterz i chętnie ze swoich zarobków pomagał biednym.
W 1547 roku, kiedy miał 21 lat, został publicznie znieważony ze względu na swą rasę. Jego cierpliwe i godne zachowanie w czasie tego wydarzenia zauważył przywódca niezależnej grupy eremitów, żyjących na pobliskim Monte Pellegrino, która kierowała się Regułą dla pustelni św. Franciszka z Asyżu. Benedykt został wkrótce zaproszony do tej wspólnoty. Po niedługim czasie porzucił swoją własność i przyłączył się do niej. Posługiwał jako kucharz wspólnoty, a w wieku 28 lat zastąpił Jerome’a Casta jako lidera grupy. Stał się znany z dzieł miłosierdzia.
W 1564 roku papież Pius IV rozwiązał niezależne wspólnoty pustelników, nakazując im przyłączenie się do zatwierdzonego zakonu, w tym przypadku do Zakonu Braci Mniejszych. Wówczas, już jako brat zakonny, Benedykt został przydzielony do Palermo do franciszkańskiego klasztoru św. Marii od Jezusa (Santa Maria di Gesù). Zaczynał w klasztorze jako kucharz, ale dzięki swemu zaawansowaniu w życiu duchowym został wkrótce magistrem nowicjuszy, a następnie gwardianem wspólnoty, chociaż był analfabetą i nie był kapłanem.
Benedykt zaakceptował ten wybór i z powodzeniem pomógł zakonowi przyjąć ostrzejszą wersję Reguły życia franciszkańskiego. Był powszechnie szanowany za głębokie, intuicyjne rozumienie teologii i Pisma Świętego i często szukano jego rady. Miał też opinię uzdrowiciela chorych. Te cechy przyciągły do niego wielu odwiedzających. Benedykt nigdy nie odmawiał widywania się z nikim, chociaż wolał żyć w ukryciu dla świata. Nie umiał czytać ani pisać, a jednak był doradcą szlachty i możnych, przyjacielem biednych i pokornych, umiał pocieszać wywłaszczonych, a uczonym i teologom wyjaśniać Pismo Święte. Pod koniec życia, kiedy został zwolniony ze wszystkich urzędów, chętnie wrócił do skromnych obowiązków kuchennych.
W wieku 63 lat Benedykt zachorował na ciężką chorobę i wkrótce zmarł, podobno dokładnie w dniu i godzinie, które przepowiedział. Został pochowany bardzo uroczyście we wspólnej krypcie za zakrystią kościoła.
Dziś przy wejściu do jego celi w klasztorze w Palermo znajduje się tablica z napisem: „Oto cela, w której mieszkał św. Benedykt” oraz datami jego urodzin i śmierci – 1524 i 1589 (inne źródła podają też rok 1526 jako datę urodzenia).
W roku 1743 papież Benedykt XIV dokonał jego beatyfikacji. Kanonizowany został 24 maja 1807 roku przez Piusa VII.

## Kult Benedykta
Jego wspomnienie liturgiczne obchodzone jest 4 kwietnia (w zakonie franciszkańskim 3 kwietnia).
Pierwsza ekshumacja jego szczątków odbyła się 7 maja 1592 r., trzy lata po śmierci. Jego ciało zdnaleziono w idealnym stanie.
Jego kult rozwinął się zaraz po śmierci, a szczególnie popularny stał się we Włoszech, Hiszpanii i w całej Ameryce Łacińskiej – od Meksyku po Argentynę. Szczególnie w Wenezueli jego kult rozprzestrzenia się w różnych stanach kraju. Wspominany jest w różnych terminach, zgodnie z tradycjami lokalnymi.
W 1611 r. król Hiszpanii Filip III Habsburg pokrył koszty budowy wspaniałego grobowca w kościele klasztornym po lewej stronie ołtarza Marii od Jezusa, do którego bardzo uroczyście przeniesiono nieskażone ciało świętego. Są wystawione na publiczną cześć i czczone przez wiernych aż do dziś. Relikwia jest nieco sucha i twarda, a twarz świętego została zakryta jakiś czas temu cienką woskową maską.
W lipcu 2023 r. na Sycylii wybuchały liczne pożary. 25 lipca pożar dotarł do kościoła Santa Maria di Gesù, którym został pochowany św. Benedykt. Kościół spłonął niemal doszczętnie, a przylegający do niego budynek klasztoru franciszkanów został poważnie uszkodzony. Z ciała św. Benedykta niewiele pozostało po pożarze. 
Jest patronem Palermo (obok św. Rozalii) i San Fratello. Został też ogłoszony patronem wszystkich misji dla Afroamerykanów oraz samych Afroamerykanów w Ameryce Północnej wraz z dominikańskim bratem świeckim, Martinem de Porres. W USA jest wiele parafii pod jego wezwaniem.